# Буда (Малинський район)
Буда — колишній хутір у Малинській волості Радомисльського повіту Київської губернії та Головківській сільській раді Малинського району Малинської, Коростенської і Волинської округ.

## Населення
У 1926 році налічувалося 107 жителів, дворів — 19.

## Історія
Розміщувався біля с. Головки. До 1923 року входив до складу Малинської волості Радомисльського повіту Київської губернії. У 1923 році включений до складу новоствореної Головківської сільської ради, котра 7 березня 1923 року увійшла до складу новоутвореного Малинського району Малинської округи.
Знятий з обліку населених пунктів до 1 жовтня 1941 року.